# 石川県道3号田鶴浜堀松線
石川県道3号田鶴浜堀松線（いしかわけんどう3ごう たつるはまほりまつせん）は、石川県七尾市と羽咋郡志賀町を結ぶ県道（主要地方道）である。

## 概要
起終点とも国道249号と接続する。このうち、起点は能登半島の中央部にあたる七尾市田鶴浜地区（旧鹿島郡田鶴浜町）西部の内浦側にあたり、終点は外浦側の羽咋郡志賀町である。両市町の境界部にはのと里山海道（能越自動車道）徳田大津ICがあり、当県道と交差している。志賀町代田（しなんた）では、能登中核工業団地に連絡する 石川県道236号松木代田線とも交わる。

### 路線データ
- 起点：石川県七尾市白浜町33部1番1地先（大津交差点[疑問点 – ノート]・国道249号交点）
- 終点：石川県羽咋郡志賀町堀松7字1番1地先（堀松交差点・国道249号交点）

## 歴史
- 1961年（昭和36年）4月8日 - 田鶴浜堀松線として県道に認定
- 1993年（平成5年）5月11日 - 建設省から、県道田鶴浜堀松線が田鶴浜堀松線として主要地方道に指定される[1]。
- 2024年（令和6年）1月7日 - 令和6年能登半島地震に伴い、同日8時以降、徳田大津IC - 大津交差点間の穴水町方面が災害関係車両を除き通行止めとなる[2]。

## 地理

### 通過する自治体
- 七尾市
- 羽咋郡志賀町

### 交差する道路
- 国道249号（石川県道1号七尾輪島線 重複）（七尾市大津町・大津交差点、起点）
- のと里山海道（国道470号 能越自動車道 重複）徳田大津IC（七尾市大津町、羽咋郡志賀町徳田［市町境］・徳田大津インター交差点）
- 石川県道236号松木代田線（羽咋郡志賀町代田・土田小前交差点）
- 石川県道233号羽咋田鶴浜線（羽咋郡志賀町火打谷）
- 国道249号・石川県道116号末吉七尾線・石川県道293号羽咋巌門自転車道線（羽咋健民自転車道）（羽咋郡志賀町堀松・堀松交差点、終点）